# Les Glénans

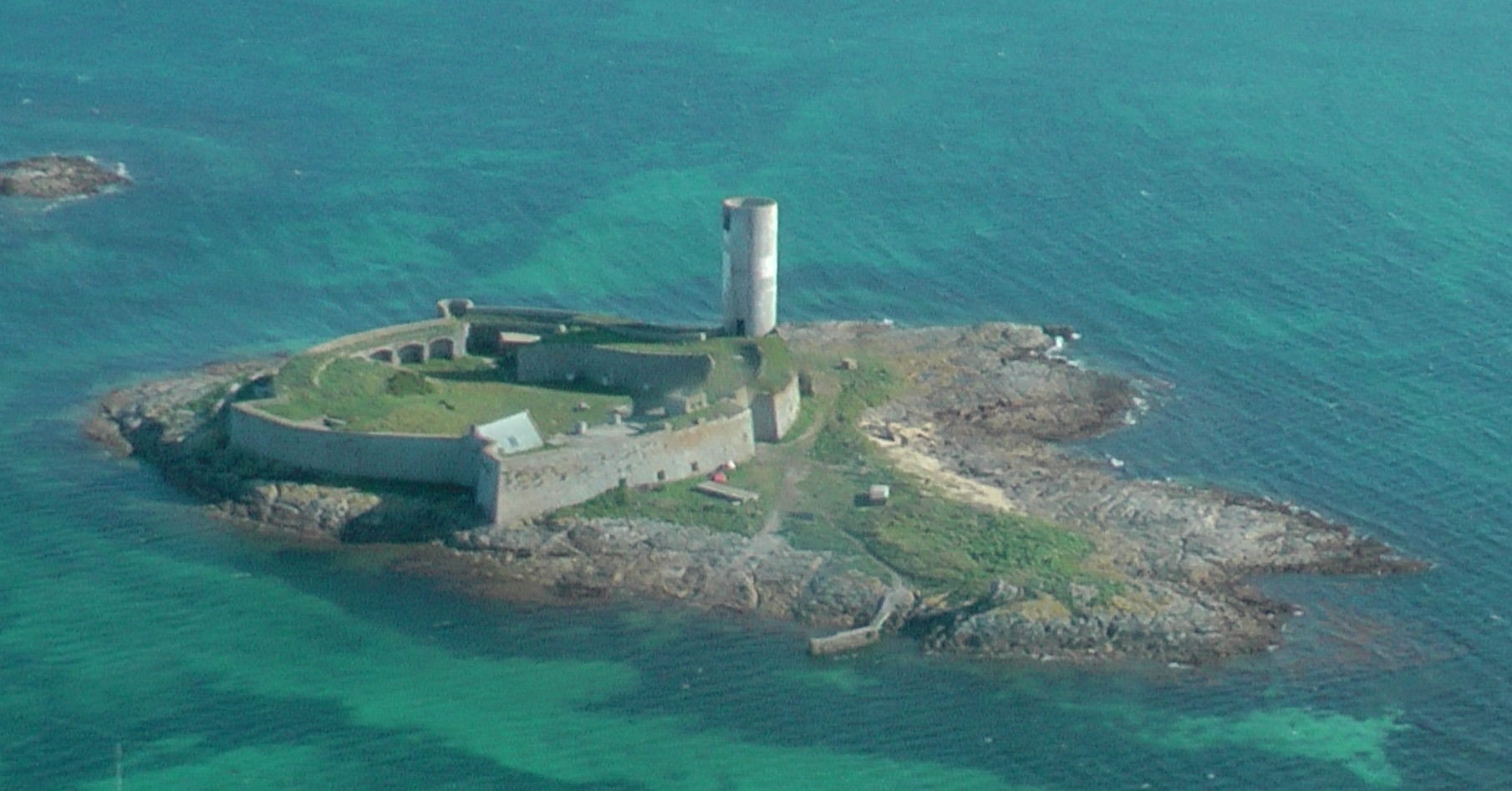
Das denkmalgeschützte Fort Cigogne, Teil des Glénans-Stützpunkts in den Glénan-Inseln, Bretagne

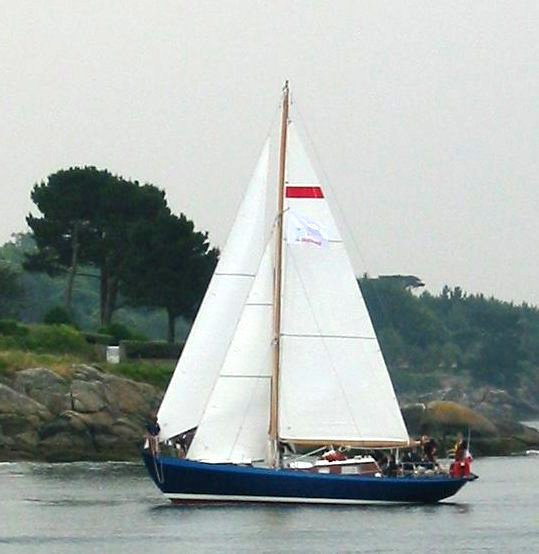
Die erste Glénans-Hochseeyacht: Sereine, heute denkmalgeschützt und mit dem Glénans-typischen roten Streifen im Großsegel (2006)

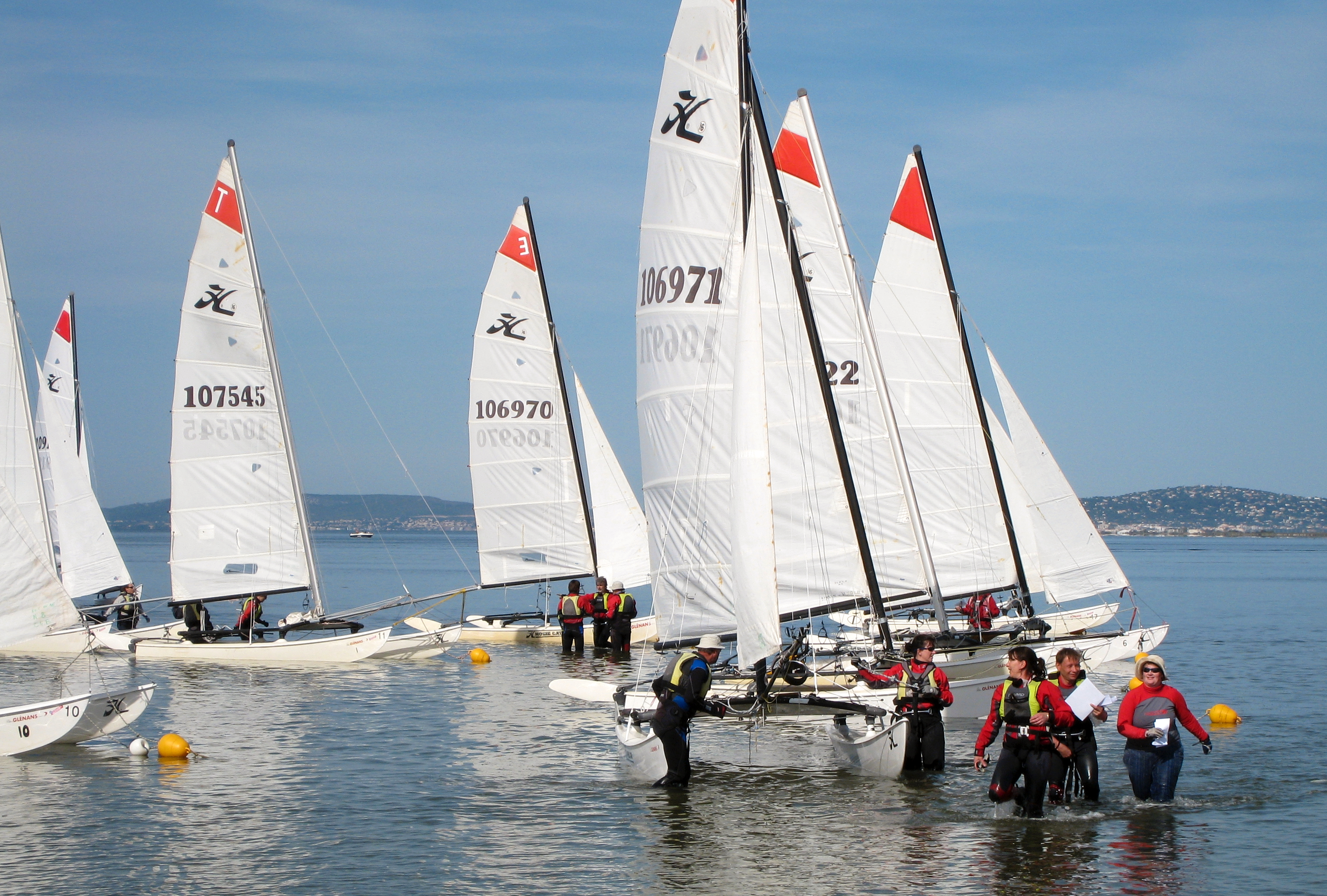
Hobie-Cat-Segler bei Marseillan, Südfrankreich

Les Glénans ist eine berühmte französische Segelschule, die 1947 von Hélène und Philippe Viannay gegründet wurde; zunächst für junge Leute, die wie sie selbst während des Krieges in der Résistance waren. Heute hat sie die Form eines gemeinnützigen Vereins (französisch: association loi 1901, d'utilité publique). Die Hauptverwaltung ist in Paris.
Der Name der Schule weist auf den ältesten Standort hin, die bretonischen Glénan-Inseln (die Aussprache von „Glénan“ und „Glénans“ ist auf Französisch identisch). Mittlerweile führt die Schule Segelkurse auch an fünf weiteren Stützpunkten in Frankreich durch, zeitweilig kam dazu ein weiterer in Irland (1985 bis 2011 selbständig als Glenans Irish Sailing Club). Außerdem werden Segeltörns angeboten, die entweder von den Stützpunkten aus oder außerhalb Frankreichs (z. B. in Italien oder den Antillen) stattfinden. Kurse werden grundsätzlich auf Französisch durchgeführt; in Irland wurden sie zeitweilig auf Englisch und Französisch durchgeführt, einzelne Kurse in Italien auch auf Italienisch (i. d. R. zweisprachig mit Französisch) angeboten. Reine Theoriekurse richtet die Schule in Paris sowie als Fernkurse aus; da Segelscheine in Frankreich keine so große Rolle spielen, orientiert sich die Schule schwerpunktmäßig – in Theorie und Praxis – an der Segelpraxis, nicht am Scheinerwerb.
Das seit 1961 von Les Glénans herausgegebene und in neuen Auflagen immer wieder stark überarbeitete Segelhandbuch ist in Frankreich ein Standardwerk.

## Stützpunkte

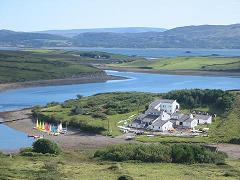
Ehemaliger Stützpunkt: Collanmore Island, Irland

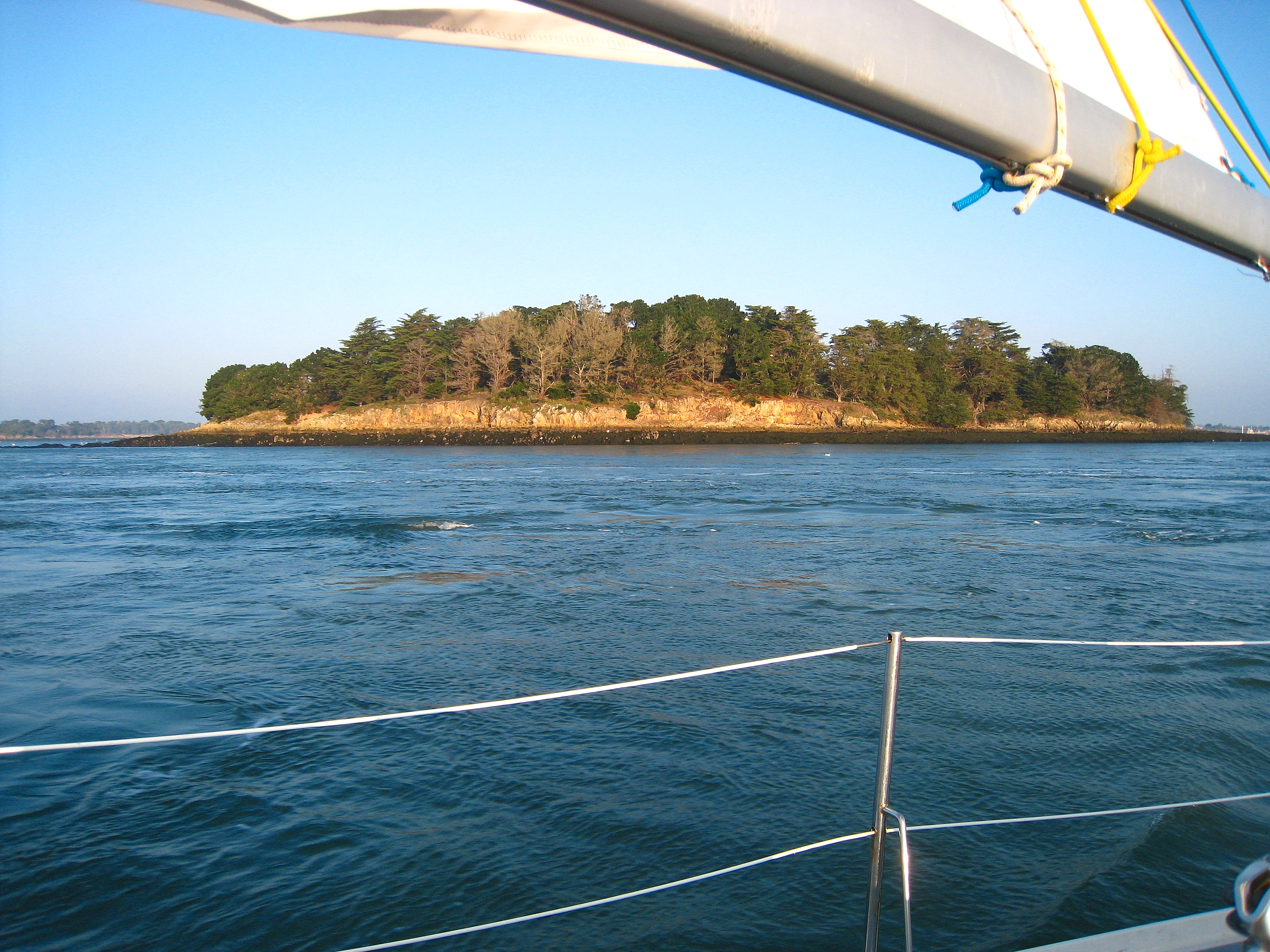
Glénans-Törn durch den Golf von Morbihan (2008)

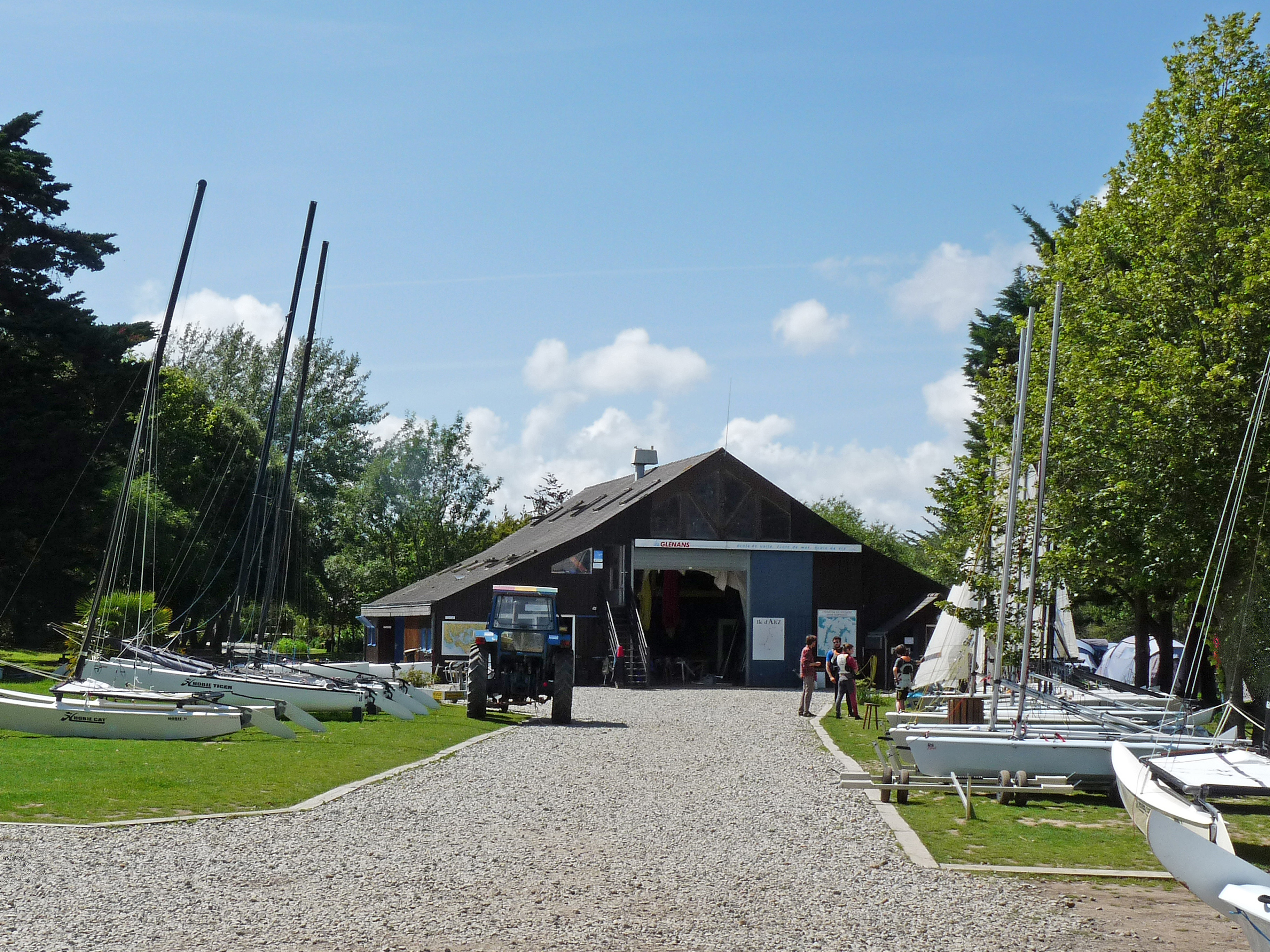
Stützpunkt auf der Île d’Arz im Golf von Morbihan

Auf den Stützpunkten werden die Teilnehmer bei quasi allen Kursen für Jollen- oder Katamaransegeln, Surfen, Seekajaks (mit mehrjährigen Unterbrechungen), Kitesurfen (seit 2013) und einigen Kielboot-/Yachtkursen untergebracht. Je nach Stützpunkt und z. T. auch je nach Jahreszeit werden zusätzlich zu Gebäuden mit Betten auch Zelte oder Jurten eingesetzt.
- Glénan-Inseln (frz. oft schlicht „l'archipel“ genannt, für „Inselgruppe“), im Süden von Fouesnant und Concarneau, Bretagne. Genutzt werden die Inseln Bananec, Drenec, Fort Cigogne und Penfret (Kielboote, Jollen, Katamarane, Windsurfen, Kitesurfen); außerdem Gebäude in Concarneau, von dort ausgehend auch die Segeltörns
- Île d’Arz im Golf von Morbihan in der Bretagne, nahe Vannes (Kielboote, Jollen, Katamarane, Seekajaks); Segeltörns von Vannes aus
- Paimpol in der Nordbretagne (Ausgangspunkt der Segeltörns); dazu gezählt werden außerdem die ausschließlich von Les Glénans genutzte Île Verte in den Bréhat-Inseln und ein Farmhaus am Trieux nahe seiner Mündung ins Meer (Kielboote; Seekajaks)
- Bonifacio auf Korsika (Segeltörns, Kitesurfen); der dazugehörige Stützpunkt Fazzio (Kielboote) wird ab ca. 2017 an einen anderen Ort auf Korsika verlegt, da er inzwischen mitten in einem Naturschutzgebiet liegt (der Pachtvertrag lief daher langfristig aus)
- Marseillan am Étang de Thau nahe Montpellier in Südfrankreich (Kielboote, Jollen, Katamarane, Windsurfen); Segeltörns von Sète aus

- ehemaliger Stützpunkt: Irland, dazu gehörten: Baltimore im County Cork (Kielboote; Ausgangspunkt der Segeltörns) und Collanmore Island in der Clew Bay an der irischen Westküste nahe Westport, County Mayo (Jollen, Katamarane; gelegentlich Ausgangspunkt für Törns nach Baltimore). Der irische Stützpunkt war zunächst von Les Glénans als regulärer Stützpunkt gegründet worden, wurde dann 1985 bis 2011 als Glenans Irish Sailing Club selbständig. Ab 2010/2011 übernahm die französische Segelschule die irische Sektion nach dortigen finanziellen Problemen erneut als zusätzlichen Stützpunkt, woraufhin dort seit 2011 neben Englisch auch wieder regulär Französisch gesprochen wurde. Aufgrund nicht gelöster finanzieller Probleme stellte Les Glénans zum Ende 2013 die Kurse in Irland ein. Die irische Segelschultradition in Baltimore und auf Collanmore Island in der Clew Bay galt 2009 als die längstbestehende in Irland (the country's longest established sail training organisation).[1]

## Segelbuch
Das seit 1961 eigens herausgegebene Segelhandbuch Cours de navigation des Glénans (etwa: Segelkurs von Les Glénans) ist in Frankreich ein Standardwerk. Es erscheint seit 2010 in der siebten, wiederholt stark überarbeiteten Auflage. Es behandelt insbesondere Segelmanöver (einschließlich Material- und Knotenkunde usw.), Navigation, Meteorologie, Instandhaltung von Booten, Sicherheit und Leben an Bord (Seemannschaft). Es widmet sich dabei Jollen, Katamaranen, und Kielbooten (bzw. Yachten), wobei der Schwerpunkt auf Küstensegeln liegt.
Erste Unterlagen für ein Segelhandbuch wurden von Les Glénans bereits 1951 vervielfältigt. 1961 bzw. 1962 wurde ein erstes Lehrbuch in zwei Bänden herausgegeben. Ab 1972 wurde das Buch einbändig herausgegeben (Nouveau Cours des Glénans) und 1975 bzw. 1978 ins Italienische und Englische übersetzt. In den folgenden Jahren (1982, 1990, 1995) erschienen weitere französische Auflagen. Vollständig überarbeitet wurde der Segelkurs für die 6. Auflage 2002 (Übersetzungen ins Italienische und Spanische 2003 bzw. 2004), für die 7. Auflage 2010 und für die 8. Auflage 2017. Laut Angaben von Les Glénans wurden im Laufe der Jahre (bis Juni 2007) über 800.000 Exemplare verkauft. Das Buch erschien 1986 unter dem Titel „Das Segelhandbuch“ in deutscher Übersetzung im Verlag Hoffmann und Campe, die jedoch so große Mängel aufwies, dass die Glénans-Schule eine zweite Auflage untersagte.

## Flotte

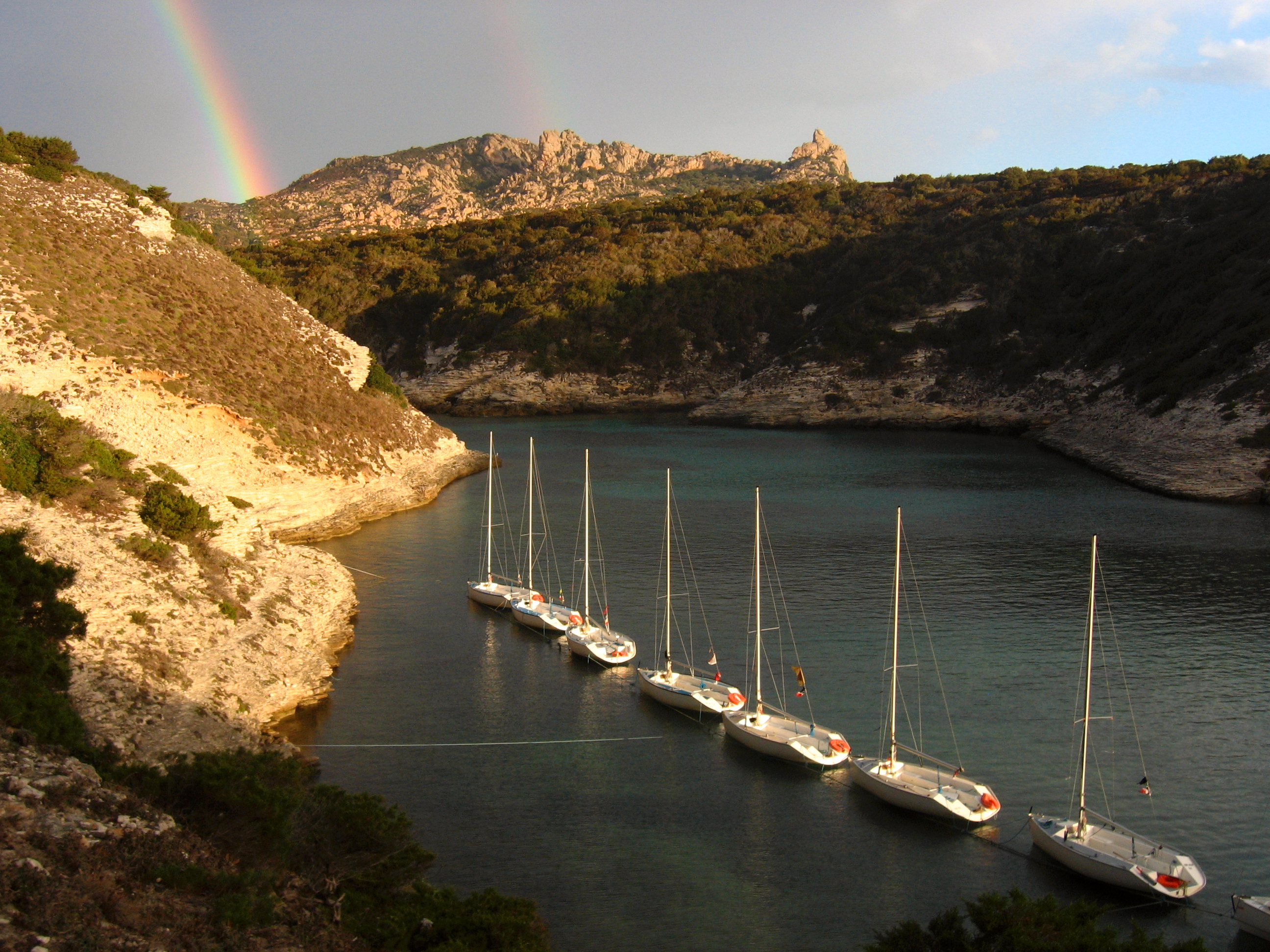
Anfängerkielboote vom Typ Glénans 5.7 am korsischen Stützpunkt Fazzio, bei Bonifacio

Die Segelschule setzt eine Vielzahl unterschiedlicher Kielboote (ab 17 Fuß), Yachten, Katamarane, Jollen und Surfbretter ein, die im Laufe der Jahre dem technischen Fortschritt und den sich wandelnden Erwartungen der Segelschüler – insb. an schnellere Jollen und komfortablere Yachten – angepasst werden.
Ab den fünfziger und sechziger Jahren hatte die Segelschule nach und nach mehrere Bootstypen für sich konstruieren lassen (Vaurien, Caravelle, Corsaire, Mousquetaire usw.). Die frühen, erschwinglichen Boote mit ihren guten Segeleigenschaften trugen auch über ihren Einsatz als Schulboote hinaus wesentlich zur Verbreitung des Segelsports in Frankreich bei. Noch bis etwa in die neunziger Jahre ließ die Schule Boote für sich zeichnen (zuletzt die Aluminiumyacht Glénans 33). Seither werden ausschließlich Serienkielboote bzw. -yachten nachgekauft, die zunächst oft deutlich für den Schulgebrauch angepasst wurden (Sun Glénans); aktuell (Stand 2016) verbleiben noch viele Kielboote des Typs Glénans 5.7 sowie ein oder zwei Schoner des Typs Folavoalh aus der Zeit der Eigenbauten; die für les Glénans gezeichneten Yachten hingegen wurden bis auf die denkmalgeschützte Holzyacht Sereine inzwischen ausgemustert und durch (kaum oder gar nicht veränderte) Serienboote ersetzt. Für einzelne Törns werden zudem Segelboote angechartert, unter anderem auch für gelegentliche Kajütkatamarankurse.
Die Schule experimentiert gelegentlich auch mit weiteren Segelangeboten. 2006 gab es Kurse im Trimaransegeln, 2013 im Kitesurfen.

## Namhafte Mitglieder

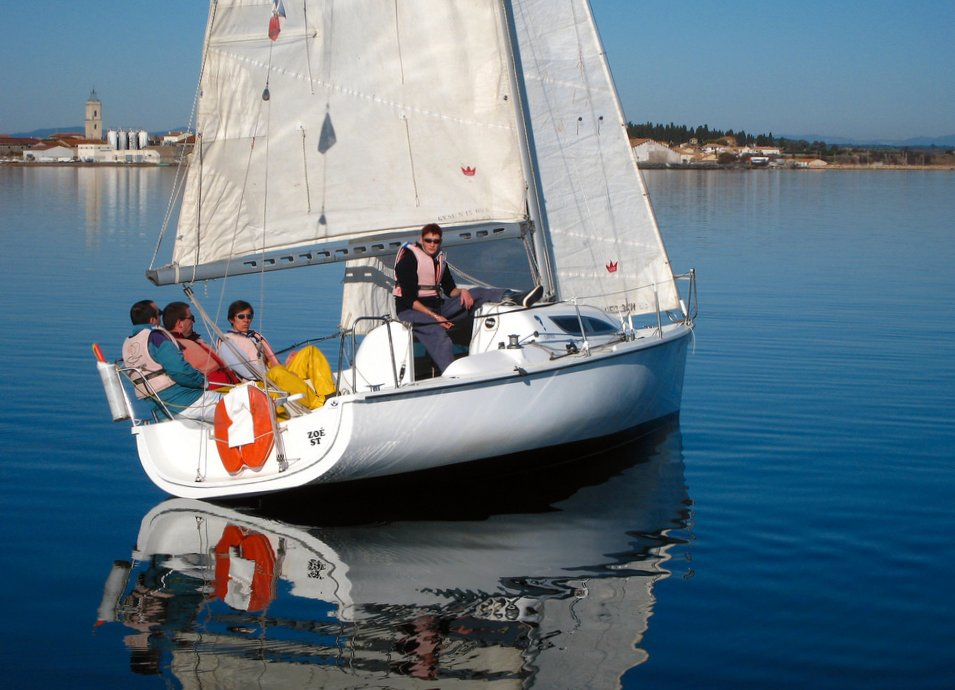
Glénans-Schüler auf einem Segelboot vom Typ Surprise nahe Marseillan (2008)

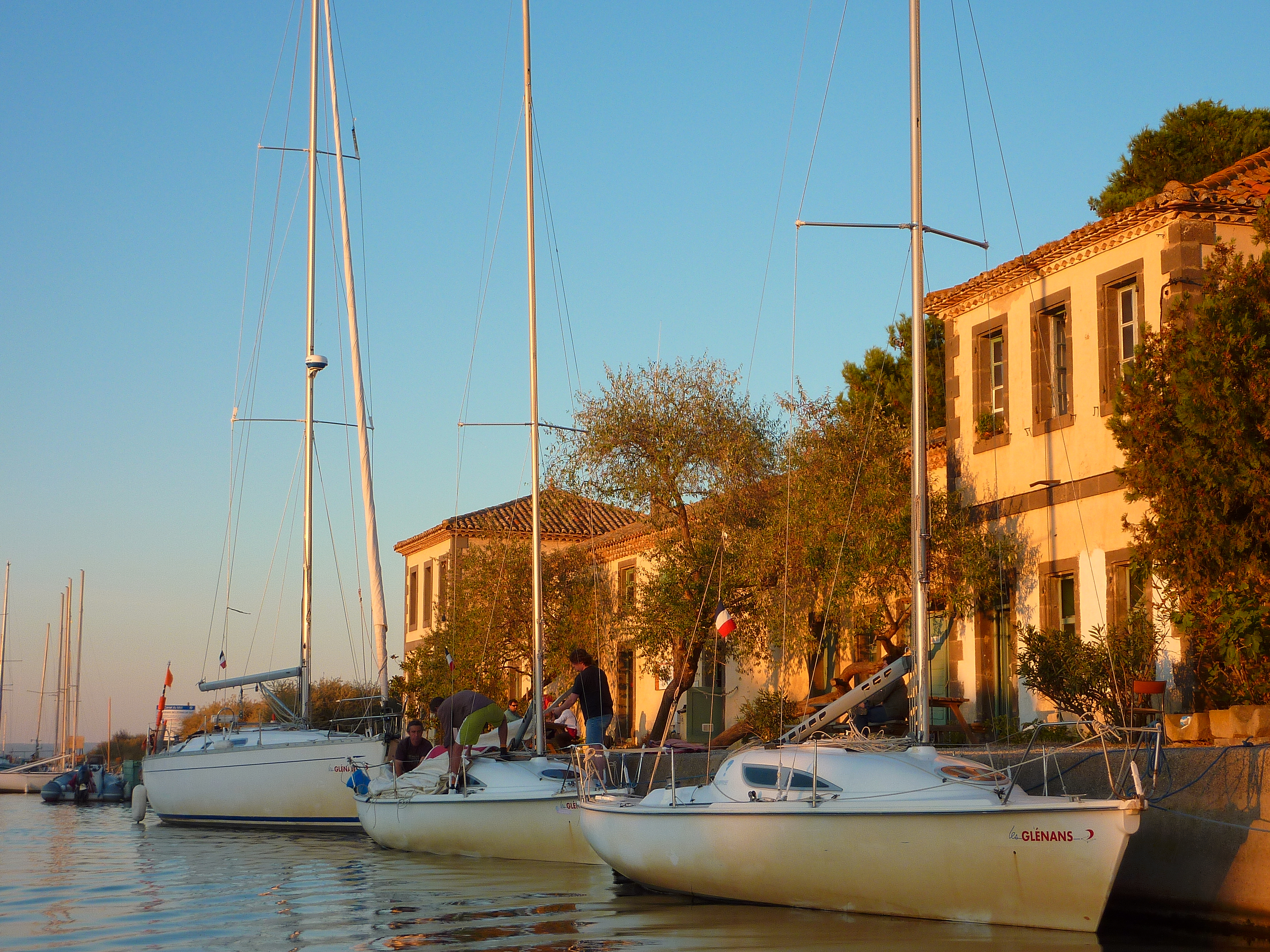
Stützpunkt in Marseillan (Hérault), davor Glénans-Boote

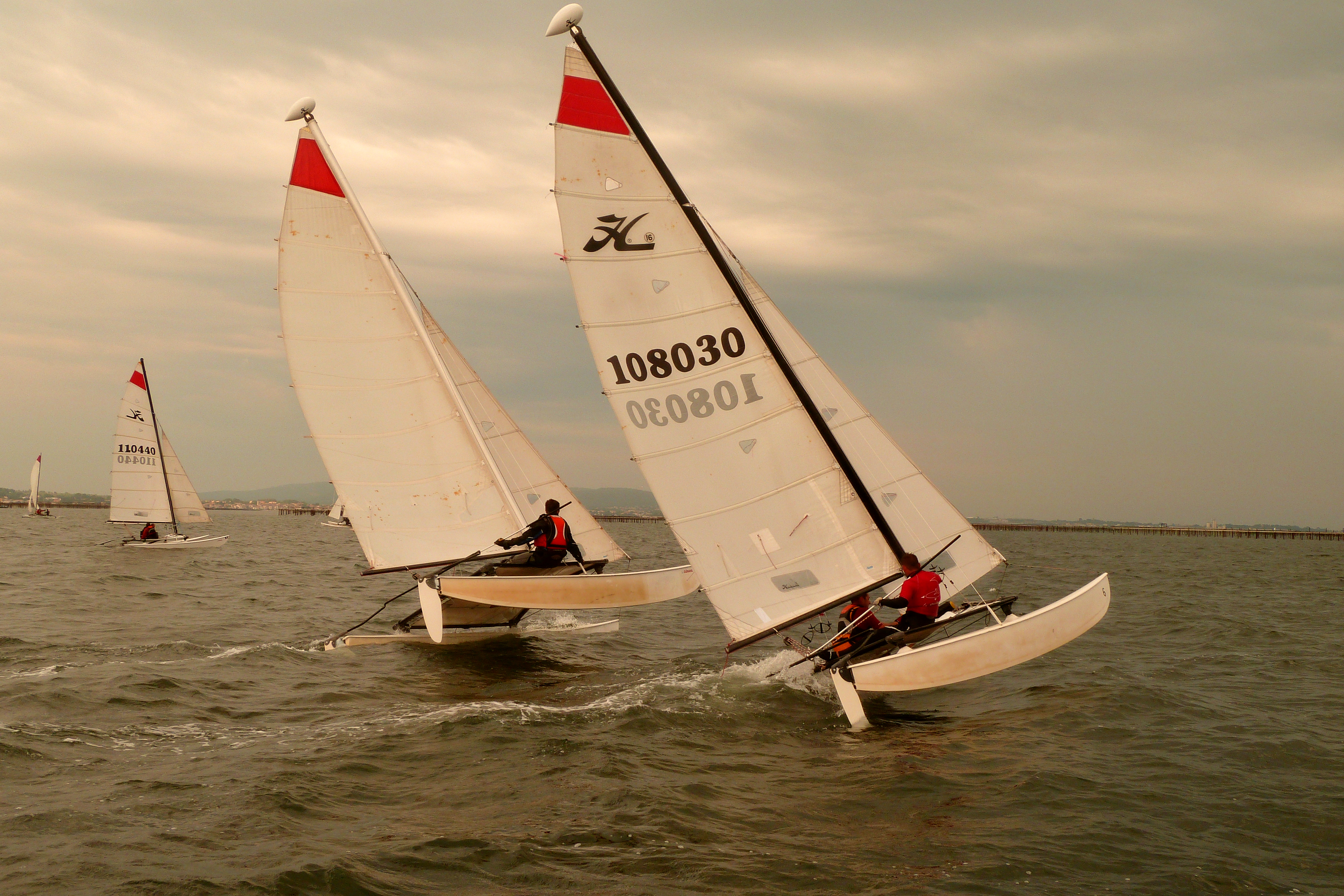
Katamaran-Törn (raid cata) auf Hobie Cats 2011

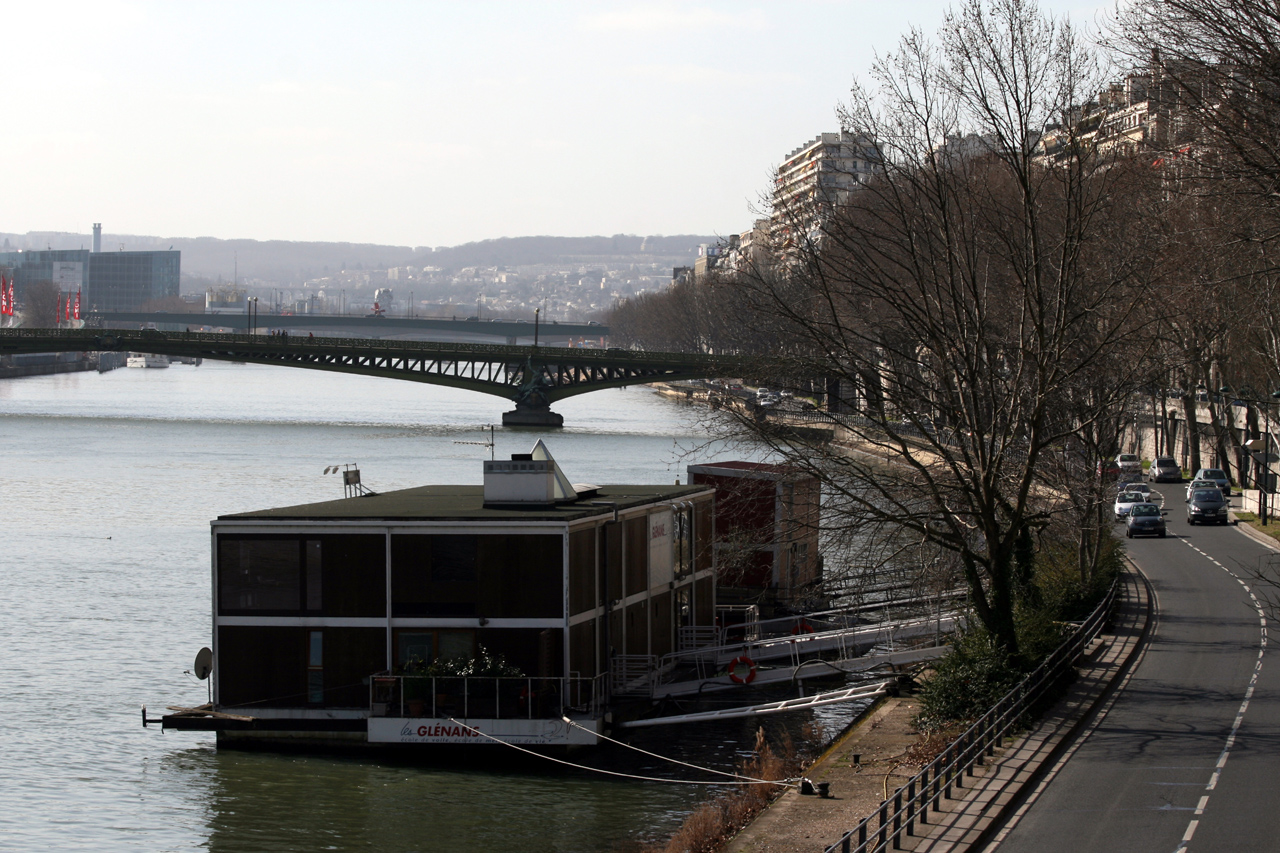
Glénans-Hauptverwaltung in Paris: Hausboot bei der Pariser Freiheitsstatue (links, nicht im Bild)

Im Laufe der Jahre hatte die Segelschule einige namhafte Mitglieder. Obwohl der Schwerpunkt von Les Glénans nicht auf der Ausbildung von Regattaseglern liegt – selbst heute (Stand 2014) gibt es nur relativ wenige entsprechende Kurse – sind aus den Reihen der Segelschüler und -lehrer mehrere bekannte Regattasegler hervorgegangen, insbesondere Hochseeregattasegler. Dazu gehören u. a. (in alphabetischer Reihenfolge):
- Franck Cammas (als 15-Jähriger zunächst Schüler, mit 17 Jahren Segellehrer; mit 21 Jahren Brévet d’État / Ausbildung zum professionellen Segellehrer am Stützpunkt Marseillan):[3] erfolgreicher Mehrrumpf-Hochseeregattasegler, u. a. die schnellste Weltumsegelung (Trophée Jules-Verne 2010)
- Éric Carret, Crewmitglied beim America’s Cup
- Éric Defert (Segellehrer für Fortgeschrittene und Arbeit an der Erhaltung von Booten und anderem Material, 1995/1996),[4] Hochseeregattasegler, u. a. Teilnehmer der transatlantischen Einhandregatten Minitransat und Solitaire du Figaro
- Jeanne Grégoire (Segellehrerin), Hochseeregattaseglerin, u. a. Teilnehmerin der Minitransat 2001, der Solitaire du Figaro 2002 und 2008 (5. Platz) und der Transat AG2R (2. Platz mit Gérald Véniard)
- Isabelle Joschke, Gewinnerin der ersten Etappe der Minitransat Charente-Maritime / Bahia 2007[5]
- Francis Joyon (lernte segeln, als er als 18-jähriger Freiwilliger bei der Instandhaltung der Boote und anderen Materials von Les Glénans half):[6] erfolgreicher Hochseeregattasegler, u. a. schnellste Einhand-Weltumsegelung (2004–2005; erneut seit 2008)
- Karen Leibovici, Hochseeregattaseglerin, u. a. Teilnehmerin der Vendée Globe 2005 (vierte weibliche Weltumseglerin im Rahmen einer Vendée Globe) und Gewinnerin des Mini-Fastnet 2001
- Serge Madec (Segelschüler):[7] Rekordsegler, u. a. schnellste Atlantiküberquerung (1988, 1990)
- Erwan Le Roux,[8] Hochseeregattasegler, u. a. Teilnehmer an der Transat Jacques Vabre 2009 und der Route du Rhum 2010
- Vincent Riou (Ausbildung zum professionellen Segellehrer [Brévet d'État], dann Arbeit am Stützpunkt Concarneau),[9] Hochseeregattasegler, u. a. Sieger der Vendée Globe 2004/2005 und (in der Wertung für zweiköpfige Crews, mit Sébastien Josse) des Fastnet-Rennens 2007
- Armel Tripon (Segellehrer),[10] Sieger der Minitransat 2003
- Jean-Luc Van Den Heede (Segelschüler und -lehrer, 1964–1969),[11] Hochseeregattasegler, u. a. Zweitplatzierter der Minitransat 1977 und 1979, der Vendée Globe 1993 (3.-platziert 1990) und der Route du Rhum 1998, sowie Rekord-Einhandweltumsegler gegen die vorherrschenden Winde (d. h. ostwärts) auf einem Einrumpfboot 2004 (ungebrochen, Stand 2010)

Weitere dem Segeln verbundene Personen aus den Reihen der Mitglieder sind:
- Henri Desjoyeaux (einer der ersten Segellehrer), begründete später (1956) in La Forêt-Fouesnant (nahe dem Glénan-Archipel) ein erstes Atelier für Bootsarbeiten, das zur Entwicklung des Sportboothafens Port-la-Forêt beitrug, der heute ein Trainingszentrum für viele erfolgreiche Hochseeregattasegler ist, einschließlich Desjoyeux' berühmtem Sohn Michel Desjoyeaux
- Jean-Marie Finot, Yachtkonstrukteur, zeichnete u. a. die in Frankreich verbreitete Regattayacht Figaro Bénéteau (I)
- Maud Fontenoy (Segelschülerin 1998–2000),[12] umsegelte nach Dee Caffari als zweite Frau und überhaupt erst achter Segler die Welt nonstop einhand gegen die vorherrschenden Winde (aber keine vollständige Umrundung gemäß ISAF-Regeln), ab 2009 Sprecherin der Intergovernmental Oceanographic Commission (IOC) der UNESCO und des World Ocean Network[13]
- Philippe Harlé (technischer Leiter bei Glénans bis 1963), Yachtkonstrukteur
- Jéromine Pasteur, Seglerin und Abenteurerin[14]

Weitere berühmte Mitglieder sind oder waren:
- Christian Cabrol,[15] Herzchirurg und Professor
- Laurent Joffrin, Herausgeber der Zeitschrift Libération[16]
- Michel Rocard, französischer Premierminister 1988–1991[14]
- Anne Sylvestre, französische Liedermacherin,[14] die z. B. in ihrem Lied Les amis d'autrefois (Die Freunde von damals) die von Les Glénans genutzte Insel Drenec und das Segeln erwähnt